# Каньо Бедров
Каньо Бедров е български певец, представител на Родопската фолклорна област.

## Биография
Роден е през 1925 г. в село Борово, Пловдивска област. Той най-малкият от десетте деца в семейството и отрано поема самостоятелен път в живота. Седем от децата в семейството, а също и бащата му умират от туберкулоза, въпреки че в Борово били изпращани болни от цялата страна, за да се лекуват чрез чистия въздух.
Каньо Бедров учи прогимназия в съседното село Югово, а средното си образование завършва в Стара Загора. След това постъпва в школата за запасни офицери в София. Призванието му на певец го отвежда в София, където записва Българска държавна консерватория. Специалностите, които Бедров избира да учи са оперно пеене при Христо Бръмбъров и дирижиране при Георги Димитров.
Още преди да завърши консерваторията, Каньо Бедров започва да пътува с различни групи – в началото съставени само от народни певци и акордеонист, а после в смесени – естрада, народна музика, хумор, цирково изкуство и др. Работил е заедно с всички именити народни певци на България – Радка Кушлева, Гюрга Пинджурова, Павел Сираков, Мита Стойчева, Борис Машалов, Кайчо Каменов и др. Сам той е талантлив организатор на концерти и това е неговата дейност в продължение на много години до 10 ноември 1989 г. През този период той пътува с Астор, Мими Иванова, оркестър „София“, различни певци от съседните Балкански страни – Югославия, Румъния, Гърция и др.
Каньо Бедров има много записи в Националното радио, част от които са включени в Златния фонд на БНР.
През 90-те години с указ на Министерство на културата за особени заслуги е отпусната пенсия, която той получава до края на живота си. Умира през 2002 г. в София.